# Petelinjek pri Ločah
Petelinjek pri Ločah este o localitate din comuna Slovenske Konjice, Slovenia, cu o populație de 40 de locuitori.